# Loving the Sun
Loving the Sun ist eine deutsche Pop-/Rock-Band.

## Geschichte
Nachdem Joe Weninghoff (* 15. März 1957 in Bevergern, Nordrhein-Westfalen, Deutschland als Joseph Wenninghoff) in Bands wie Marilyn und Zeitloop fünf Alben veröffentlicht hatte, gründete der Gitarrist im Herbst 2004 mit der Sängerin und Texterin Christina Pollmann das Projekt Loving the Sun. Den Bandnamen entnahm Weninghoff einer Textzeile aus dem Lied South Beach Quay seines Debütalbums Dreaming of More. Zusammen mit Christina Pollmann und der Backgroundsängerin / Gitarristin Andrea Heukamp, die schon bei The House of Love als Musikerin bekannt wurde, ging er ins eigene Studio Neamusic, um dort das Debütalbum Dreaming of More aufzunehmen, dem in derselben Besetzung die Tonträger Colourful und The Other Side of the World folgten.
2006 wechselte die Band vom eigenen Label Nea Music, deren Platten über Pängg vertrieben wurden, zu Sireena Records mit Vertrieb über Cargo und dem Onlinevertrieb Fuego. 2008 verließ Christina Pollmann die Band. Von 2009 bis 2014 entstanden mit der Sängerin Alev Cetinyilmaz die Alben Behind the Rainbow, The Path of Love und Spiritual Walk. 2015 platzieren sich Loving the Sun mit dem Titel Little Girl zum ersten Mal in den „US National Airplay Top 50 Rock Charts“ auf Platz 38 und mit Apple Tree auf Platz 49 der „National Airplay Top 50 Independent Charts“.
Im September 2015 veröffentlichte Loving the Sun die Single Guardian Angel gesungen von Insa van Schwartzenberg, über Fuego / Nea Music, von der die B-Seite Nature Platz 26 der DRT National Airplay Top 50 Adult Contemporary Charts, und Platz 9 der European Indie Top 20 erreicht. Gäste bei den Aufnahmen sind der Gitarrist Siggi Mertens (Marilyn) und Bassist Jörg Langanke (Sinfonieorchester Münster).
Im Studio wird Loving the Sun von verschiedenen Musikern unterstützt. So wurden auf dem Album Colourful die Titel Marathon und Eunora (Autumn Leaves) von Musiker und Composer Sandro Friedrich mit Blasinstrumenten wie Duduk und Querflöte eingespielt.
Die australische Sängerin Marie Craven ist auf dem Album The Path of Love mit den Songs Taking Me Down und I Know, I Know, auf Spiritual Walk mit Beat of Your Heart und What You Say und auf Behind the Rainbow mit den Titeln To a Drumbeat, My Heart Opens, Away und Love You Only vertreten.
Die Single From the Darkness to the Light mit der B-Seite The Unbreakable Bond, getextet und gesungen von Ute Kuchenbecker wurde im März 2017 bei Fuego / Nea Music veröffentlicht und erreicht mit Platz 16 die höchste Platzierung in den DRT National Airplay Charts.

## Diskografie
Alben
- 2005: Dreaming of More (Nea Music / Pängg)
- 2006: Colourful (Nea Music / Pängg)
- 2008: The Other Side of the World (Tribal Stomp / Fuego / Cargo)[5]
- 2009: Behind the Rainbow (Tribal Stomp / Fuego / Cargo)[6]
- 2011: The Path of Love (Tribal Stomp / Fuego / Cargo)[7]
- 2013: Spiritual Walk (Tribal Stomp / Cargo)[8]
- 2019: The Inside Light (Fuego / Tribal Stomp / Cargo /  Nea Music)

Singles + EP‘s
- 2015: Guardian Angel (Fuego / Nea Music)
- 2017: From the Darkness to the Light (Fuego / Loving the Sun)
- 2018: There Is No Other Girl (Fuego / Nea Music)
- 2020: Blessings (Fuego / Loving The Sun)
- 2021: I Love You Really / Live In Paradise (Fuego / Loving The Sun)
- 2022: Little Bird (Fuego / Nea Music)
- 2023: The Circle Of Life (Fuego / Nea Music)[9]
- 2023: The Waves Of Sorrow (Fuego / Nea Music)[10]
- 2024: Walk My Way (Fuego / Nea Music)[10]

Kompilationen
- 2005: Eclipsed – Music from Time and Space Vol. 17[11]
- 2005: Moonhead Vol. 10 – International Music Underground[12]
- 2006: Chillharmonium 2: Alternative Visions (Slidin'tune Compilation Vol. 27)
- 2007: Chillharmonium 6: A Journey from Dark to Light – "Twin Peaks" and "Loving the Sun" Special (Slidin'tune Compilation Vol. 41)
- 2008: Give Back the Moments (Slidin'tune Compilation Vol. 47)